# Tomé Pires
Tomé Pires (ur. 1465(?), zm. 1524 lub 1540) – portugalski farmaceuta, podróżnik, dyplomata. 
W 1511 wyruszył do Azji w celu zbadania azjatyckich roślin leczniczych. Jest autorem Suma Oriental. W 1517 został wysłany przez Manuela I Szczęśliwego jako pierwszy europejski ambasador do Chin, jednak jego misja nie powiodła się, a on sam zmarł w niewoli. Niepowodzenie to zapoczątkowało trzydziestoletni okres prześladowań Portugalczyków w Chinach.

## Wyprawa do Chin
Wyprawa Tomé Piresa miała miejsce w szczególnym momencie historycznym. Na początku XVI wieku Portugalia przekształciła się z niewielkiego państwa na rubieżach Europy w morskie imperium. Chiny, które czas wielkich morskich wypraw miały za sobą, niemal nie utrzymywały kontaktów ze światem zewnętrznym. Wyjątek stanowiły państwa, które dla celów obronnych i handlowych podporządkowywały się Państwu Środka. Biurokracja chińska była rozbudowana, a władze i urzędnicy nieprzychylni wobec wszystkich cudzoziemców. Portugalczycy nie rozumieli, a często i nie znali chińskich zwyczajów.

### Podróż do Pekinu
W 1517 roku Tomé Pires udał się wraz z flotą Fernão Pires de Andrade do Kantonu. Gdy Portugalczycy przybili do brzegu, oddali na cześć gospodarzy salwę armatnią. Okazało się, że zwyczaj ten nie był przyjęty wśród Chińczyków i taka forma powitania została odebrana jako zniewaga. Mimo że nieporozumienie zostało szybko wyjaśnione, Portugalczycy zyskali opinię źle wychowanych barbarzyńców.
Dopiero 23 stycznia 1520, po niemal 3 latach oczekiwania na zgodę urzędników, Tomé Pires wyruszył w dalszą drogę do Pekinu w towarzystwie siedmiu Portugalczyków i kilkunastu miejscowych współpracowników. Ponieważ wiele zakątków Chin było połączonych kanałami, większość drogi odbył drogą rzeczną z wyjątkiem krótkiego odcinka w górach.
W maju przybył do Nankinu, gdzie przebywał cesarz Zhengde. W relacjach portugalskich podróżników pojawia się wzmianka o rzekomym spotkaniu ambasadora z cesarzem. Nie wiadomo, czy spotkanie to rzeczywiście miało miejsce, czy Portugalczycy pomyłkowo wzięli za cesarza jednego z jego wyższych urzędników. Mimo że takie spotkanie było niedopuszczalne z punktu widzenia ówczesnej etykiety, niektórzy, biorąc pod uwagę buntowniczy charakter młodego władcy, dopuszczają możliwość, że miało ono miejsce.

### W Pekinie
Portugalczycy przebywali w Pekinie zamknięci w pałacu przeznaczonym dla przedstawicieli misji zagranicznych. Raz na dwa tygodnie odbywali pod murami cesarskiego pałacu ceremonię powitania cesarza – skomplikowany system pokłonów nazywany koutou.
Tomé Pires przywiózł ze sobą dwa listy adresowane do Zhengde. Pierwszy z nich został wcześniej przetłumaczony przez chińskich tłumaczy, drugi miał zostać otworzony dopiero w obecności cesarza. Manuel I, nieznający stosunków politycznych Dalekiego Wschodu, zwracał się w obu listach do cesarza jako władca równoważnego imperium, proponując współpracę handlową. Chińscy tłumacze, przekładając drugi list, dostosowali jego ton do chińskiej etykiety. W rezultacie w tekście tym Manuel I zwracał się uniżenie do cesarza, prosząc go o zwierzchnictwo i opiekę. Pierwszy list został dobrze przyjęty przez chińskie władze. Kiedy jednak otworzono i przetłumaczono drugi, dostrzeżono rozbieżność między treścią obu tekstów. Podejrzani o wrogie zamiary dyplomaci zostali natychmiast uwięzieni. Tłumacze, którzy przybyli wraz z Portugalczykami, zostali straceni.
Tomé Pires najwyraźniej nie miał szczęścia do korespondencji. Wkrótce po jego uwięzieniu do Pekinu dotarł list od dawnego sułtana Malakki, który skarżył się cesarzowi na europejskich najeźdźców. Tomé Pires i jego towarzysze mogli wejść na teren imperium, ponieważ uważano ich za przybyszów z Malakki, która była lennikiem Chin. List ten pogorszył i tak już skomplikowaną sytuację ambasadora.
Do Pekinu docierały również skargi z Kantonu na przebywającego tam Portugalczyka, Simão de Andrade. Krytykowano go za samodzielne podejmowanie decyzji, takich jak budowa fortu lub skazanie na śmierć jednego ze swych marynarzy, na które według prawa potrzebna była zgoda chińskich władz. Portugalczyków oskarżano również o porywanie chińskich dzieci, przetrzymywanie ich jako niewolników, a nawet ich zjadanie. Wiadomości te pogorszyły sytuację Tomé Piresa.

### Ostateczna klęska wyprawy
W kwietniu 1521 roku zmarł cesarz Zhengde. Zgodnie z prawem wszyscy obcokrajowcy znajdujący się na terenie cesarstwa musieli natychmiast wyjechać z Chin. Tymczasem w Kantonie przebywający tam Portugalczycy nie zrozumieli powagi sytuacji i odmówili opuszczenia portu. Wywiązały się walki, w wyniku których większość z nich zginęła. 
Tomé Pires i jego towarzysze zostali odesłani z Pekinu i pod koniec września dotarli do Kantonu. Przez rok przebywali na wolności, jednak ich sytuacja pozostawała niepewna, a oni sami byli poddani obserwacji. W końcu na rozkaz nowego cesarza, Jiajinga, 14 sierpnia 1522, Tomé Pires wraz z towarzyszami zostali uwięzieni jako zakładnicy, a kontakty handlowe z Portugalczykami zerwane. Warunkiem ich uwolnienia było opuszczenie przez Europejczyków Malakki. Nie wiadomo, czy Portugalczycy zgodziliby się na takie rozwiązanie. List, w którym strona chińska przedstawiała swoje warunki, nie dotarł do adresatów, ponieważ posłowie, którym go powierzono, obawiali się represji ze strony Portugalczyków i nie dotarli do Malakki. 
Wszyscy członkowie ambasady Tomé Piresa zmarli w niewoli w wyniku tortur, głodu i zimna.